# Hod HaSharon
Hod HaSharon (em hebraico:  הוֹד הַשָּׁרוֹן) é uma cidade de Israel, no distrito Central, com 52,437 habitantes.